# زوي سميث
زوي سميث (بالإنجليزية: Zoe Smith) هي رباعة بريطانية، ولدت في 26 أبريل 1994 في غرينتش في المملكة المتحدة.

## وصلات خارجية
- زوي سميث على موقع الاتحاد الدولي (الإنجليزية)
- زوي سميث على موقع الاتحاد الدولي (الإنجليزية)
- زوي سميث على موقع مشروع نتائج رفع الأثقال الدولية (الإنجليزية)
- زوي سميث على موقع اللجنة الأولمبية الدولية (الإنجليزية)
- زوي سميث على موقع أوليمبيديا (الإنجليزية)
- زوي سميث على موقع اللجنة الأولمبية البريطانية (الإنجليزية)
- زوي سميث على موقع اتحاد ألعاب الكومنولث (مؤرشف) (الإنجليزية)